# Rotkreuz-Museum Nürnberg
Das Rotkreuz-Museum Nürnberg ist das größte von 15 Museen in der Bundesrepublik Deutschland, die sich der Geschichte und der Tätigkeit des Roten Kreuzes widmen. Neben verschiedenen anderen Exponaten besitzt das Museum eine Fahrzeughalle, in der Rotkreuz-Fahrzeuge aus verschiedenen Epochen gezeigt werden.
Ausgangspunkt des Museums war die private Sammlung von Gerhard Gebuhr (1931–2015), der von 1959 bis 1981 als Kolonnenführer der Nürnberger Sanitätskolonne I tätig war. Am 14. Juni 1984 wurde das Museum auf dem Gelände des Kreisverbandes Nürnberg-Stadt des Bayerischen Roten Kreuzes der Öffentlichkeit zugänglich gemacht. Dieser Verband ist noch heute der Museumsträger. 1991 zog die Sammlung in das ehemalige Hausmeistergebäude um und wurde um ein zweites Stockwerk erweitert. Drei Jahre später wurde eine Unterstellhalle für historische Krankenfahrzeuge errichtet. Von Dezember 2003 bis März 2004 wurden die Räumlichkeiten renoviert und die Inneneinrichtung neu gestaltet.
Das Museum verfügt heute über acht Ausstellungsräume mit rund 500 Quadratmetern Fläche. Neben der Fahrzeugsammlung werden vor allem Gerätschaften, Uniformen, Auszeichnungen, Bücher und andere Schriften sowie Plakate aus der Geschichte des Roten Kreuzes gezeigt. Besondere Sachkenntnis besitzen die ehrenamtlichen Mitarbeiter des Museums bei der Restaurierung von historischen Fahrzeugen.
Das Museum finanziert sich durch Einnahmen aus Eintrittsgeldern und Spenden sowie aus dem Verkauf limitierter Auflagen von Schuco-Modellautos des Typs „Piccolo“. Im Jahr 2002 wurde ein Förderkreis gegründet.
Das Museum ist Mitglied der Arbeitsgemeinschaft der deutschen Rotkreuz-Museen.